# Polyura scipio
Polyura scipio är en fjärilsart som beskrevs av Rothschild 1898. Polyura scipio ingår i släktet Polyura och familjen praktfjärilar. Inga underarter finns listade i Catalogue of Life.